# Marstall (Berg am Starnberger See)

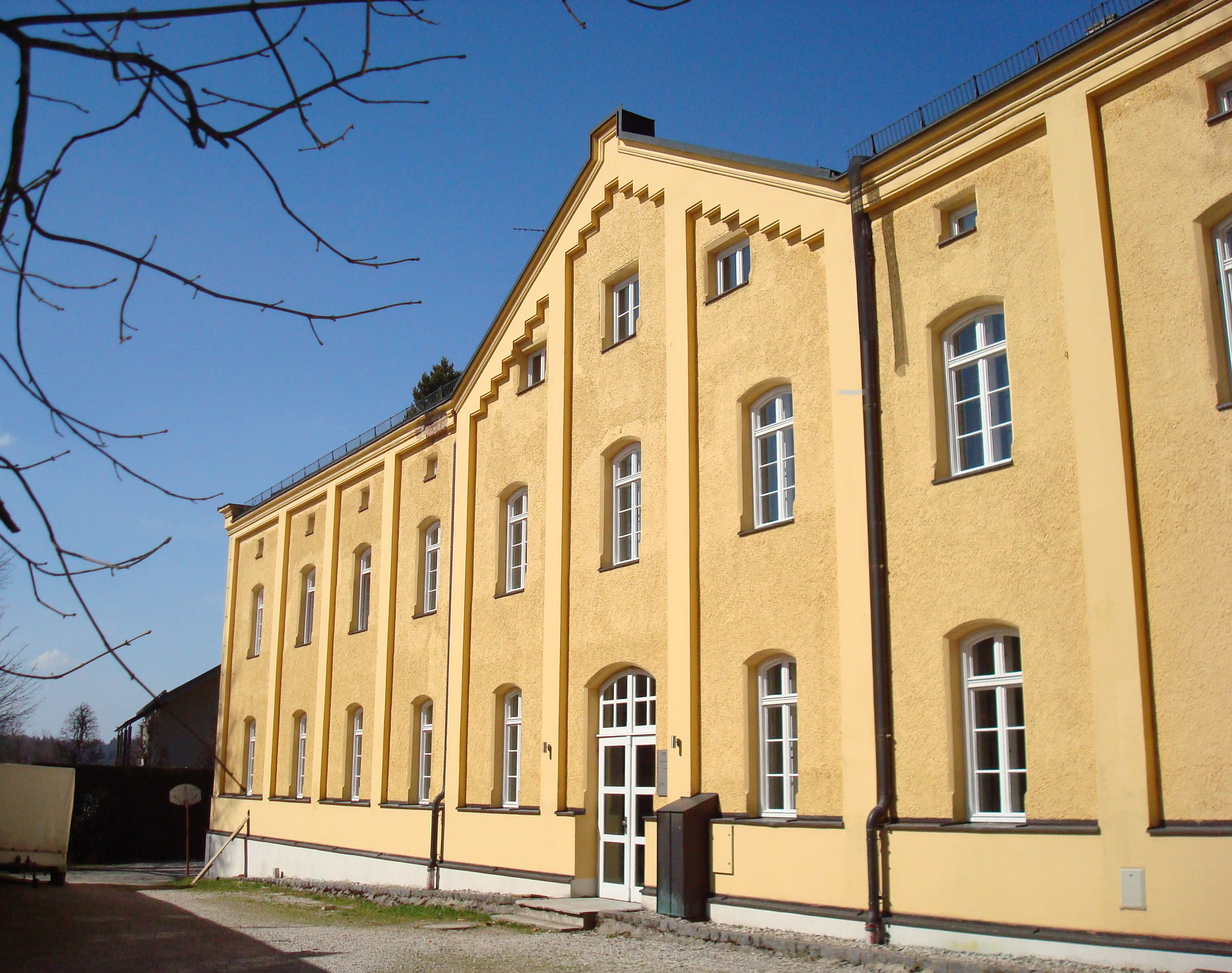
Marstall in Berg

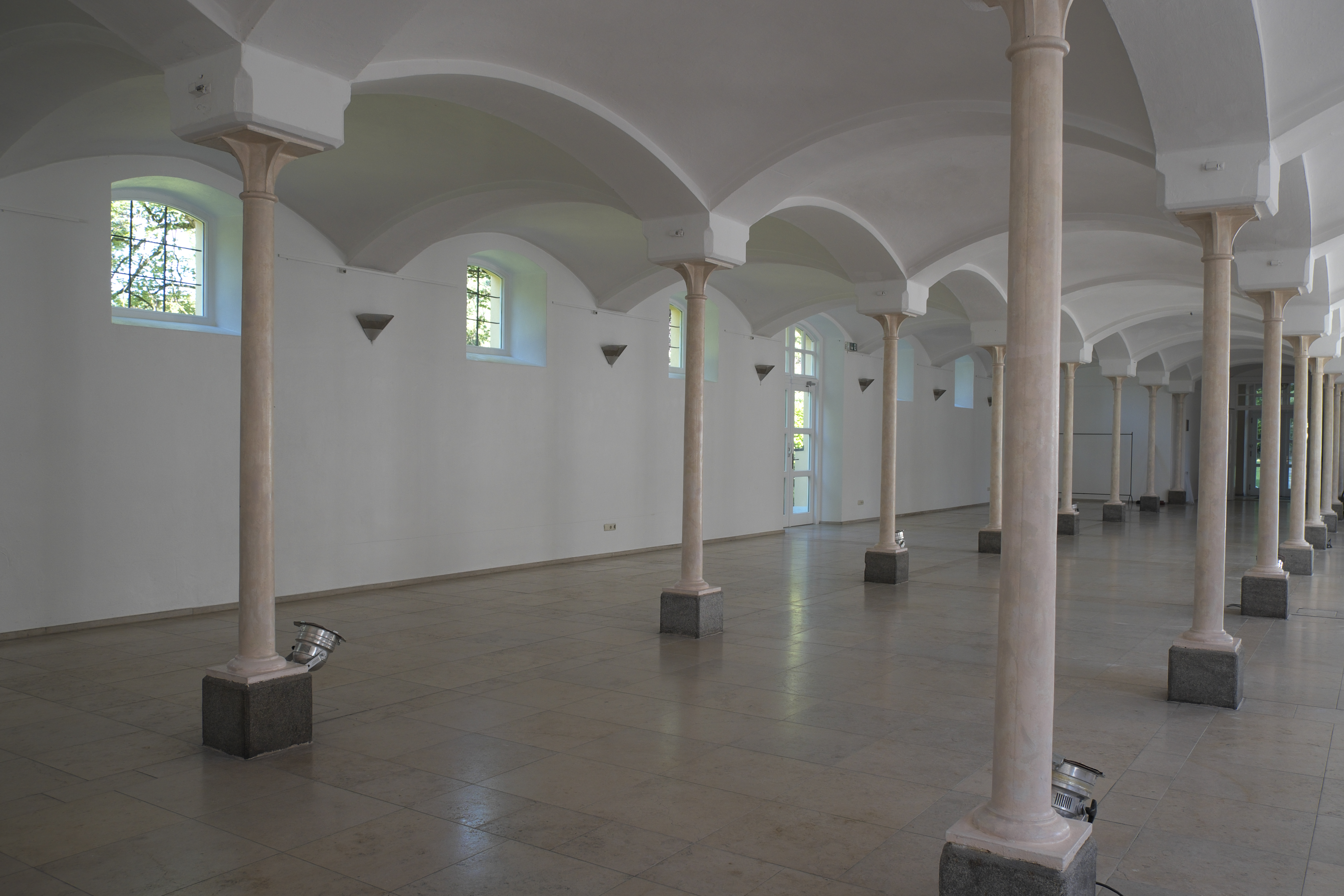
Innenansicht

Der Marstall in Berg, einer Gemeinde im oberbayerischen Landkreis Starnberg, wurde 1866 unter dem König Ludwig II. errichtet. Das Gebäude an der Mühlgasse 7 ist ein geschütztes Baudenkmal.
Der ehemals zu Schloss Berg gehörende Bau besteht aus einem zweieinhalbgeschossigen langen Trakt mit Lisenengliederungen und Friesen an den Giebeln und Zwerchhäusern.